# Kaktsajärvi (norra)
Kaktsajärvi (norra), Kaktsajärvi (västra) och Kaktsajärvi (östra), eller Kaktsajävrik är sjöar i Finland. De ligger i kommunen Utsjoki i landskapet Lappland, i den norra delen av landet, 1 000 km norr om huvudstaden Helsingfors. Kaktsajävrik ligger 224,5 meter över havet. Omgivningarna runt Kaktsajärvi är i huvudsak ett öppet busklandskap. Arean är 13 hektar och strandlinjen är 2,24 kilometer lång. Sjön  ingår i Pasvik älvs huvudavrinningsområde. 